# Aulacoderus mutatus
Aulacoderus mutatus là một loài bọ cánh cứng trong họ Anthicidae. Loài này được Gemminger miêu tả khoa học năm 1870.